# Meloidogyne
Meloidogyne es un género de nematodos inductores de agallas que habitan en casi todas las regiones templadas y cálidas del mundo; son parásitos internos de las raíces de cientos de especies vegetales, incluyendo muchas plantas de importancia agrícola.
El ciclo biológico de los nematodos de género Meloidogyne, se inicia con un huevo, dentro del cual ocurre una primera muda formándose un juvenil de segundo estadio (J2) que es el estadio infectivo, posteriormente los J2 penetran por la caliptra de la raíz y se mueven intercelularmente y se ubican muy cerca de los haces vasculares estableciendo un sitio especializado de alimentación. Al cabo de cierto tiempo ocurre una segunda, tercera y cuarta muda originándose los juveniles de tercero, cuarto estadio y adultos (hembras y machos), respectivamente.
Estas etapas se diferencian por los cambios de la cutícula y por la madurez sexual. Los machos mantienen su forma vermiforme mientras que las hembras adquieren una forma globosa semejante a una pera y son consideradas endoparásitas sedentarias. La acción de las hembras durante el establecimiento del sitio de alimentación originan cambios a nivel celular de la planta producto de la secreción de enzimas proveniente de la glándula esófagica dorsal del nematodo causando un crecimiento anormal de las células circundantes que luego se transforman en "células gigantes" multinucleadas. Estas células se caracterizan por presentar un citoplasma denso y una alta tasa metabólica. Además las especies de Meloidogyne parecen alterar de forma eficiente la expresión de los reguladores hormonales de la planta para maximizar y controlar la oferta de alimento.
Actualmente, se han identificado más 80 especies de Meloidogyne y, en Venezuela, se han identificado 8 especies. Las cuales son las siguientes: M. incognita, M. javanica, M. exigua, M. hapla, M. salasi, M. graminis, M. mayaguensis y ocasionalmente se ha reportado M. arenaria. 
M. incognita, es la especie de mayor importancia en Venezuela y se ha encontrado atacando tanto a plantas cultivadas como no cultivadas. Por su parte, M. javanica tiene una distribución más limitada, sin embargo, su efectos detrimentales han sido señalados por muchos investigadores. La especie M. mayaguensis, fue identificada en el año 2005 a través de perfiles enzimáticos de esterasas y malato deshidrogenasa y es un nematodo muy patogénico en el cultivo del guayabo.
M. exigua, ataca principalmente en las zonas cafetaleras de país, mientras que M. hapla está asociada a cultivos de altura en Venezuela. Por su parte, M. graminis y M. salasi se han reportado en gramíneas tales como Cynodon dactylon y Oryza sativa, respectivamente.